# Ilex vomitoria
Ilex vomitoria, amb el noms comú ameindi de yaupon, és una espècies de grèvol que és planta nativa del sud-est d'Amèrica del Nord.

## Descripció
El yaupon és un arbust o arbret de fulles persistents que arriba a fer 9 metres d'alt. Les seves fulles són alternades i brillants. El fruit és una drupa arrodonida de 4–6 mm de diàmetre. Les 4 llavors de cada fruit les dispersen els ocells. Ilex cassine és una espècie similar.

## Usos
Els amerindis feien una infusió amb les fulles i les tiges que rebia el nom d'asio beguda negra (black drink) utilitzada només pels homes en cerimònia que incloien el vòmit. Els seus ingredients actius són realment cafeïna i teobromina, i l'efecte vomitiu era degut a la gran quantitat d'aquest beguda que prenien.
També és una planta ornamental comuna al sud-est dels Estats Units.